# Guantanamera
Pour les articles homonymes, voir Guantanamera (homonymie).
Guantanamera (qui signifie « de Guantánamo », au féminin), ou Guajira Guantanamera, est une guajira lente cubaine, composée en 1928 (ou 1929) par José Fernández Díaz, dit Joseíto Fernández. Considérée comme la chanson cubaine la plus connue, elle fait aussi partie des chansons les plus reprises dans le monde. Elle est également utilisée comme l'équivalent d'un symbole national.

## Production

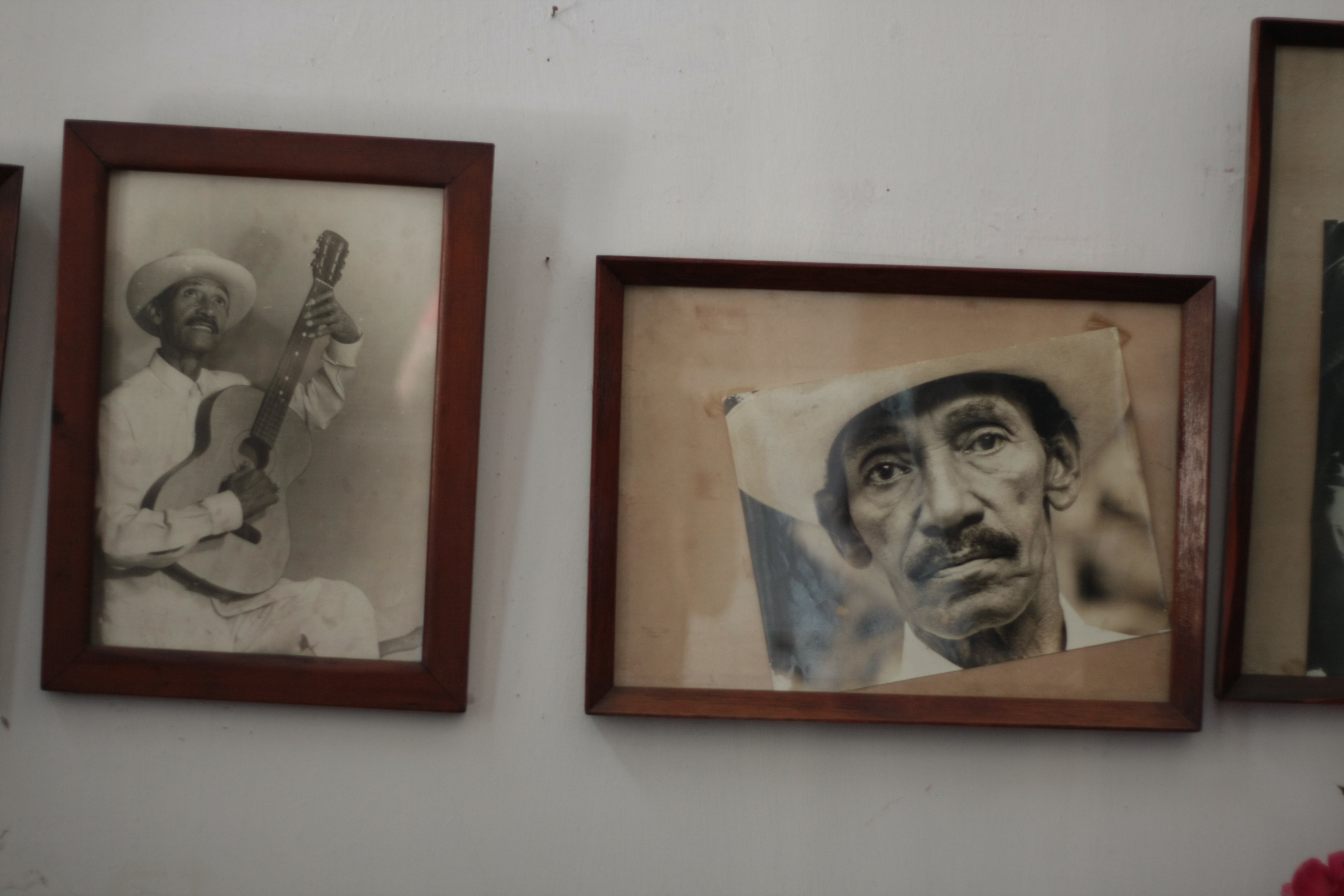
Joseíto Fernández, l'auteur de Guantanamera.

Selon le musicologue Helio Orovio, la Guajira Guantanamera, est probablement la composition musicale cubaine la plus universellement entonnée. Étant à l'origine une guajira, cette musique a été interprétée dans tous les rythmes, avec tous les accents et sous toutes les formes, y compris dans la musique symphonique. La guajira originelle, populaire chez les « guajiros » (paysans cubains), est une danse campagnarde entraînante, bien rythmée en alternance de 3-4 et 6-8, dont la première partie est en mode mineur, la seconde en mode majeur. La conclusion se fait toujours sur la dominante du ton dans lequel elle a été composée.
Guantanamera, avec sa mesure à quatre temps, ne peut être considérée comme guajira, mais plutôt comme un boléro-son. 
Le texte de la chanson évoque presque toujours une nature idéalisée, des thèmes bucoliques sans doute éloignés de la dure réalité. Ainsi commence une des versions de la Guajira Guantanamera (et sa parenté avec les premières strophes du poème homonyme écrit par le célèbre poète-philanthrope cubain José Martí dans son recueil Versos sencillos paru en 1895 est assez frappante…) : 
Je suis un homme sincère,

Du pays où pousse le palmier,

Et avant de mourir, je veux, 

Verser mon chant hors de mon âme, 

Guantanamera, guajira Guantanamera (bis)

Mes vers sont d'un vert si clair,

Et d'un carmin si brûlant,

Mes vers sont comme un cerf blessé 

Qui cherche refuge dans les bois 

Refrain 

Je cultive une rose blanche 

En juillet comme en janvier,

Pour tout ami sincère 

Qui me donne sa main franchement 

Refrain

Des pauvres de la terre, 

Je veux partager le sort.

Le ruisseau de la montagne 

Me plait plus que l'océan. 

Refrain 

…
Une autre controverse existe sur le rôle du pianiste Herminio El diablo García Wilson qui aurait composé la musique de Guantanamera autour de 1929. On raconte qu'il faisait de la musique avec ses amis, lorsqu'il vit passer une belle femme venant de Guantanamo. Il lui aurait lancé un piropo (compliment), qui fut la base de la chanson. Selon certains, El diablo devrait être  clairement déclaré auteur. Les héritiers de García ont mené une action en justice quelques dizaines d'années plus tard, mais la Cour Suprême cubaine a considéré en 1993 que Joseíto Fernández était le seul auteur. Quoi qu'il en soit, on peut considérer que Joseíto Fernández en a été le principal diffuseur grâce à son émission.

## Versions et reprises
Il existe différentes  versions de la chanson, la musique s'adaptant facilement à des paroles différentes. Il existe ainsi (mais ce n'est qu'un exemple) une version enregistrée de Guillermo Portabales dont les paroles diffèrent de la version classique, mais également  d'autres versions d'inspirations diverses, comiques ou critiques, qui n'ont généralement plus que le refrain de commun.
Hector Angulo, intime de Fidel Castro, y ajoute quelques couplets au début des années 1940, en se fondant sur un récit populaire de La Havane. Le titre devient Guantanamera et non plus Guajira Guantanamera. En juin 1963, le concert de Pete Seeger à Carnegie Hall et son LP la rendent populaire. La même année, reprise par le groupe The Sandpipers, elle se classe dans les dix premières places des ventes américaines et anglaises. Toujours en 1966, Nana Mouskouri enregistre une adaptation française sur son album Le cœur trop tendre tandis que Joe Dassin sort sa version. En 1966, Chet Baker en sort une version instrumentale dans l'album Into My Life. En 1967, reprise par Gabor Szabo et les Califonia Dreamers.
En 1973, Muslim Magomayev, single Melody de l'amour (rus. Мелодия любви / tr. Melodija ljubvi). Par la suite, Celia Cruz, Demis Roussos, Los Machucambos et Joan Baez l'ont également reprise. En 1977, Los Lobos en font le premier titre de leur premier album.
En 1981, Julio Iglesias sort sa propre version. En 1990, elle sort chantée par Ana Maria Velez sur l'album Southern Cross. En 1991, Nana Mouskouri sort une reprise sur l'album Nuestras canciones 2. En 1997, Wyclef Jean avec Celia Cruz, Jeni Fujita et Lauryn Hill, sur l'album The Carnival. En 1998, on peut entendre Guantanamera dans une scène du film d'animation Fourmiz (Antz) d'abord dans un rythme hésitant et lent puis accéléré et orchestral. En 1999, une version enregistrée en public à Madrid figure à la fin de l'album de Compay Segundo, Calle salud (Warner). Une version enregistrée en studio figure également dans son album La flores de la vida (East West) en 2000.
En 2002, Joyeux de Cocotier la chante en version zouk sur son album Île en Île. En 2003, Banda Bassotti la chante sur son album Asi es mi vida. Toujours en 2003, elle est interprétée par Tito Nieves, Albita et Johnny Pacheco sur ¡Azúcar!, album-hommage à Celia Cruz. En 2009, le chanteur bulgare Biser Kirov l'a reprise dans son album Meilleures chansons (rus. Лучшие песни / tr. Lutchchie pesni).
En 2013, Zucchero le reprend dans son album Tropical. En 2014, la chanson est reprise par plus de 75 musiciens à travers le monde dans le cadre du projet musical Playing for Change. En 2015, Sage the Gemini le reprend dans son album Trigga Reloaded.

## Dans la culture populaire

### Cinéma
Dans le film Twist again à Moscou (1986), Igor Tataiev croise dans son hôtel des musiciens cubains totalement ivres chantant cette chanson. Le film Guantanamera (1995) de Tomás Gutiérrez Alea et Juan Carlos Tabío utilise la chanson en changeant les paroles des couplets. Bruno Podalydès utilise cette chanson dans sa comédie Dieu seul me voit (Versailles-Chantiers) (1998).
En 2013, dans le film Le Cœur des hommes 3, Bernard Campan, Jean-Pierre Darroussin, Éric Elmosnino et Marc Lavoine chantent en chœur des paroles érotiques sur l'air de Guantanamera en sortant du casino.

## Télévision
La chanson apparaît en fond lors d'une discussion sur la terrasse d'un café cubain entre Michael Corleone et Fredo Corleone dans Le Parrain 2.
Dans la série La casa de papel (2019), la chanson apparaît à la fin de l'épisode 3 de la saison 3.